# Elementarz (podręcznik Mariana Falskiego)
Elementarz – podręcznik Mariana Falskiego do nauki czytania i pisania dla dzieci we wczesnym wieku szkolnym. Pierwsze wydanie pod tytułem Nauka czytania i pisania dla dzieci ukazało się w roku 1910 w Krakowie i zrewolucjonizowało metodykę nauki czytania w Polsce. Był ilustrowany przez Jana Rembowskiego. Wydany został w wielu wersjach i licznych wznowieniach. Był najczęściej wydawanym polskim elementarzem oraz najdłużej wydawaną pozycją tego typu na świecie.

## Historia

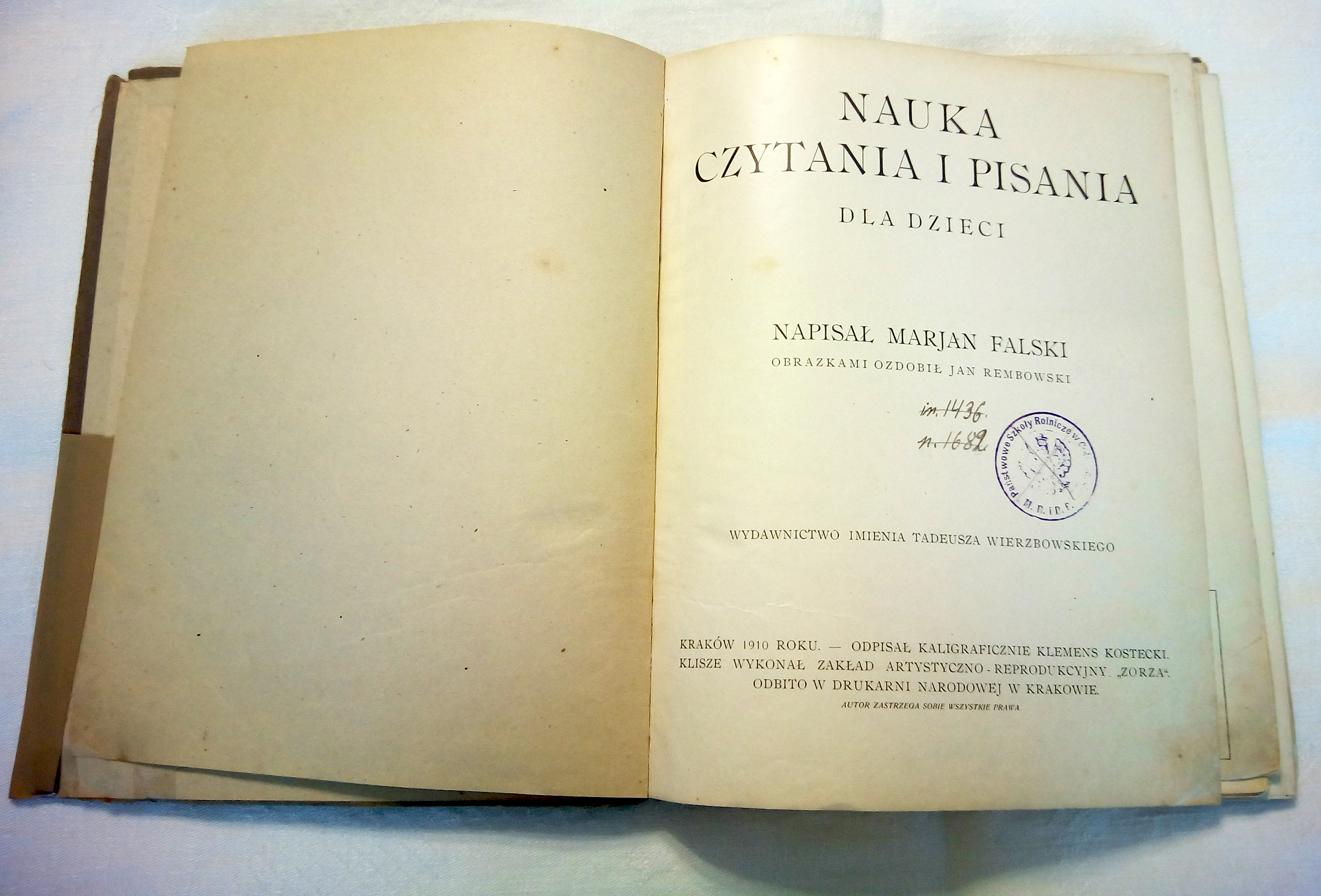
Nauka czytania i pisania dla dzieci Mariana Falskiego (1910)

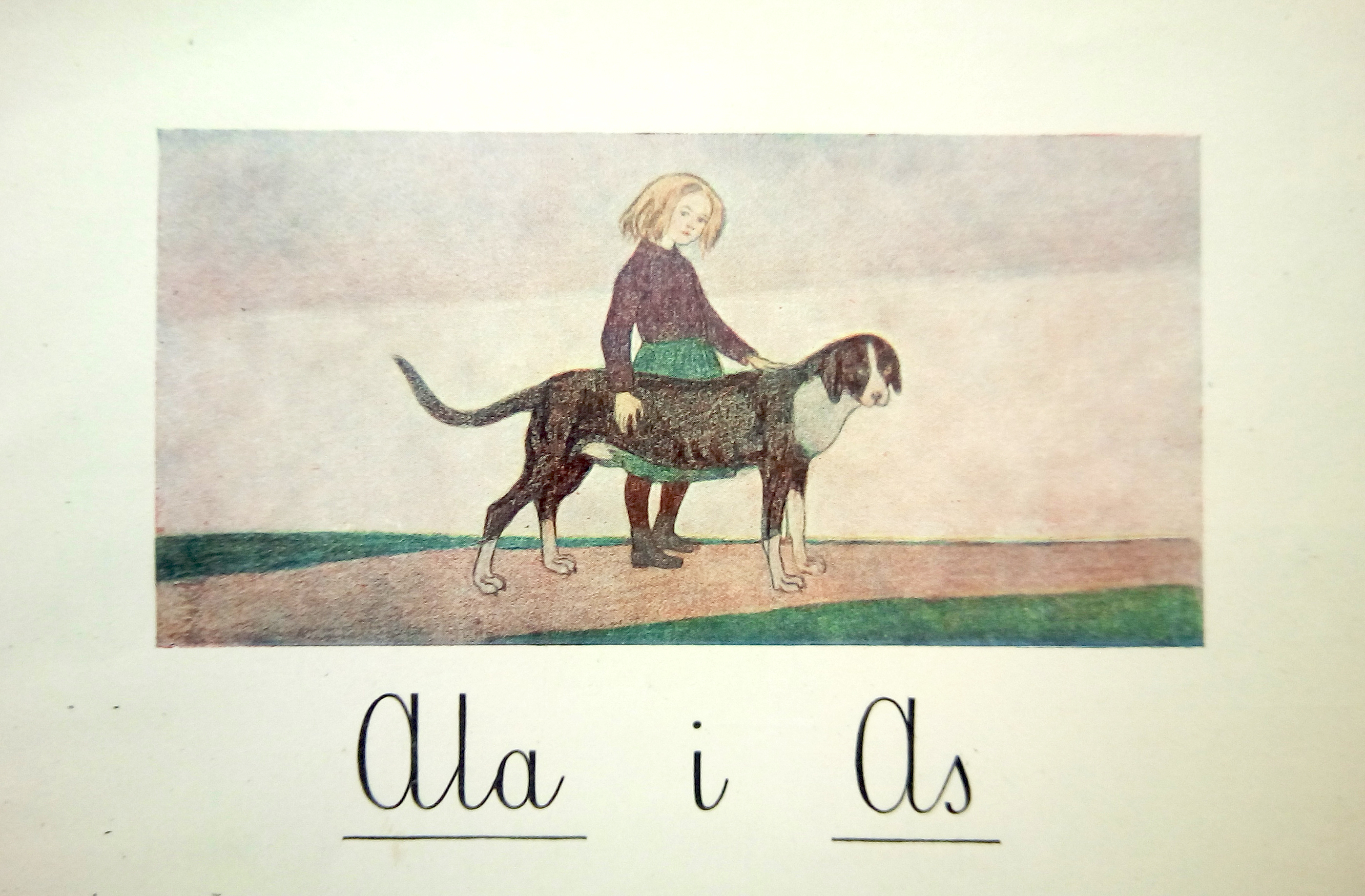
Ilustracja Jana Rembowskiego z Nauki czytania i pisania dla dzieci (1910)

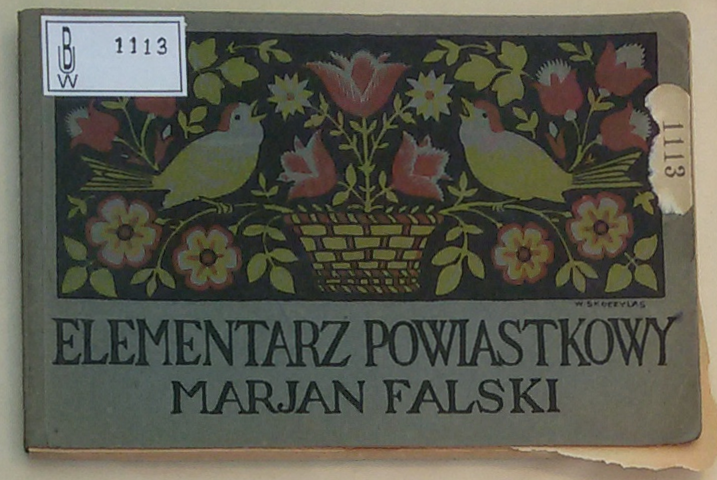
Okładka Elementarza z 1927 roku autorstwa Władysława Skoczylasa

Marian Falski był z wykształcenia inżynierem, a doświadczenie pedagogiczne zdobywał, opiekując się przez dwa lata synem znajomych. Tam zauważył pewne prawidłowości w rozwoju umiejętności dziecka w zakresie czytania i pisania, które wykorzystał, pisząc podręcznik nauki czytania i pisania.
Pierwsze wydanie ukazało się w 1910 roku pod tytułem Nauka czytania i pisania. W tej wersji autor na pierwszych kilkunastu stronach zastosował metodę całościowego rozpoznawania wyrazów. Jednak badania przeprowadzone przez niego samego w latach 1910–1920 wykazały, że metoda ta ma nikłe wartości dydaktyczne i już w następnym wydaniu w roku 1921, które ukazało się pod tytułem Elementarz powiastkowy dla dzieci zrezygnował z tej metody na rzecz analizy i syntezy wyrazów. W tym celu ułożył teksty z krótkich i językowo łatwych wyrazów, które się często powtarzały dla wykształcenia nawyków. W okresie międzywojennym ukazały się następujące wersje: dla dzieci miejskich, wiejskich, dla żołnierzy i cywilnych analfabetów. W wersji dla żołnierzy głównymi postaciami byli Tomek, Jacek i Adam, a w tekście pojawiały się takie wojskowe terminy jak kompania, saper, kapral, rekruci. 
W 1945 roku prawa do wydawania „Elementarza” Falskiego pt. Elementarz dla szkół wiejskich uzyskały Państwowe Zakłady Wydawnictw Szkolnych (od 1974 Wydawnictwa Szkolne i Pedagogiczne). Pierwszy powojenny Elementarz ilustrował Jan Samuel Miklaszewski. W 1949 ukazał się pierwszy powojenny elementarz dla dzieci, opracowany na nowo, ocenzurowany i uwzględniający elementy obowiązkowej w tym czasie ideologii komunistycznej (aczkolwiek bez wymieniania postaci Stalina). W porównaniu z odpowiednikami z innych krajów bloku wschodniego propaganda była umiarkowana, jednak istniała, dotycząc m.in. kwestii społecznych. Były również teksty o zburzonej Warszawie i powrocie ludzi do domów po wojnie. Elementarz ten był pierwszym ujednoliconym podręcznikiem zarówno dla dzieci miejskich, jak i wiejskich, i został zatwierdzony jako pozycja obowiązkowa. W ówczesnych realiach oznaczało to monopolizację. W latach 50. XX w. elementarz był oceniany przez Instytut Pedagogiki, który m.in. chciał zmienić kształt liter. Do zmian ostatecznie nie doszło. W Elementarzu pierwsze kwestie religijne pojawiły się w latach 30. XX w. – rysunek kościoła i tekst o malowaniu pisanek. Elementy te zniknęły ostatecznie w 1949 usunięte przez cenzurę komunistyczną, pozostała tylko czytanka o ubieraniu świątecznej choinki, jednak pozbawiona kontekstu religijnego.
Kolejna unowocześniona wersja elementarza ukazała się w 1958, zawierała nowe ilustracje, po raz pierwszy kolorowe. Pojawiły się teksty Aleksandra Fredry i Juliana Tuwima. Ponadto w podręczniku nie było już tematów dotyczących Bieruta, Rokossowskiego, pionierów i Nowej Huty. Wersja ta przetrwała 17 lat, mimo iż sam autor domagał się unowocześnienia podręcznika. Następna wersja z roku 1969 wprowadzała nowe elementy życia, w tym np. loty w kosmos. Ostatnia wersja ukazała się w 1974, opublikowana już po śmierci autora, z nowocześniejszymi ilustracjami Janusza Grabiańskiego. Zaktualizowano w niej też teksty. Ostatnie wydanie ukazało się w roku 1982. Oprócz ostatniej wersji elementarza, w XXI wieku wznowiono też druk elementarza w wersji z 1971 roku.

## Metodyka
Elementarz opracowany został na podstawie metody wyrazowo-analitycznej, w której punkt wyjścia stanowił wyraz. Wbrew rozpowszechnionej opinii elementarz Falskiego nie był pierwszym elementarzem polskim stosującym metodę wyrazową w nauczaniu początkowym. Sto lat wcześniej w Wilnie w 1816 roku ukazał się stosujący tę metodę elementarz pt. „Początki czytania dla dzieci bez ABC i zgłoskowania” autorstwa niemieckiego pedagoga Friedricha Gedike, który przetłumaczył oraz dostosował do języka polskiego Jan Bobrowski. Metoda wyrazowa jest jedną z rodzajów tzw. metod globalnych, które znalazły uzasadnienie w powstałej pod koniec XIX wieku teorii psychologii postaci – gestalt. Przedkładały one postrzeganie całości przed częściami i kładły nacisk na elementy całościowe takie jak zdania, jego części lub wyrazy. Od tego na jakim elemencie się skupiały wzięły się ich nazwy: metoda zdaniowa czy metoda wyrazowa. Metoda wyrazowa rozpropagowana przez Falskiego w pierwszej połowie XX wieku znacząco wpłynęła na metodykę nauczania początkowego w Polsce. W okresie międzywojennym oraz po wojnie ukazało się szereg elementarzy stosujących tę metodę, które wyraźnie inspirowały się elementarzem Falskiego.
Metoda wyrazowo-analityczna zakładała, że uczeń najpierw powinien objąć wzrokiem cały wyraz, pomijając dzielenie go na sylaby. Dopiero, gdy opatrzy się on z wyrazami, dochodzi do tego, że są one złożone z głosek i liter. W związku z tym w pierwszej części elementarza znajdowały się teksty, w których litery ściśle odpowiadają głoskom. Teksty z wyrazami, których zapis różni się od wymowy – jako trudniejsze – trafiły do dalszej jego części.
Założenia podręcznika były następujące:
- naukę należy rozpoczynać nie od liter, ale od prostych zdań
- litery i głoski dziecko poznaje analizując wyrazy
- w tekście powinny wystąpić wyłącznie słowa znane dziecku
- wyrazy powinny być krótkie, głównie jednosylabowe
- niezbędnym elementem nauczania czytania jest rysunek
- należy rozpocząć nauczanie od tekstu pisanego, a nie drukowanego

Tę ostatnią zasadę Falski złamał w następnych wydaniach, pozostawiając jednak wzory pisane, a w wydaniu z roku 1975 (rok po jego śmierci) wprowadził pewne innowacje do metody, wprowadzając równocześnie poznawanie znaków drukowanych i pisanych, zarówno małych, jak i wielkich. 
Przeprowadzone przed rokiem 1957 badania potwierdziły skuteczność metody Mariana Falskiego. W przepisywaniu i pisaniu z pamięci w grupie 413 uczniów popełniono jedynie pięć błędów. W tradycyjnym dyktandzie ze słuchu popełniono 100 błędów, z czego 42 błędy dotyczyły mylnej pisowni małych i wielkich liter. W tym samym okresie w dyktandach uczniów klas V notowano jeden błąd na 10–12 wyrazów. W roku 2008 uczeń klas III–IV popełniał średnio jeden błąd na 3–4 wyrazy.

## Współtwórcy
Ilustracje do kolejnych wersji podręcznika, zwykle ukazujących się w wielu kolejnych wydaniach, wykonywali:
- Jan Rembowski
- Kamil Mackiewicz
- Konstanty Maria Sopoćko
- Wacław Borowski
- Jan Samuel Miklaszewski
- Jerzy Karolak
- Tadeusz Gronowski
- Janusz Grabiański
- Władysław Skoczylas

Pismo kaligraficzne w kolejnych wariantach Elementarza wykonywali:
- Klemens Kostecki (wydanie z 1910 roku)
- Stefan Ślązak i E. Sobczyński (wydania przedwojenne i do około 1948 roku)
- Włodzimierz Oniszczyk
- Aleksander Kwiatkowski
- Wacław Rafalski

## Elementarz w kulturze
Najsłynniejszym zdaniem elementarza Falskiego było „Ala ma kota”, symbolizujące elementarz w potocznej polszczyźnie. Niemniej jednak zdanie to istniało w elementarzach jedynie od lat 30. do 1949.ł. Tytuł Ala z elementarza noszą wspomnienia Aliny Margolis-Edelman. Na ich podstawie powstał monodram Zuzanny Fijewskiej-Maleszy w reżyserii Agnieszki Glińskiej, którego premiera miała miejsce w roku 2011. 
Nazwy Ala ma kota użył Jan Brzechwa, nazywając tak fikcyjną krainę, w której toczy się akcja Tryumfu pana Kleksa.
Zespół Wały Jagiellońskie nagrał w 1981 roku piosenkę pt. Twój pierwszy elementarz, zamieszczoną na płycie Etykieta zastępcza, która w satyryczny sposób porównywała peerelowską rzeczywistość do tekstów i postaci w Elementarzu Falskiego.  
W 2014 r. w Teatrze Nowym w Warszawie miała miejsce premiera spektaklu na podstawie Elementarza, wyreżyserowanego przez Michała Zadarę. Przedstawienie było przeznaczone dla dzieci w wieku przedszkolnym. 
Na motywach Elementarza i ilustracjach Jerzego Karolaka oparty jest powstały w 1978 roku w Studiu Miniatur Filmowych w Warszawie film krótkometrażowy „Elementarz” Krzysztofa Krauzego z muzyką Andrzeja Korzyńskiego. Wychodząc od ilustracji i tekstów z książki prezentujących jej bohaterów, w kolejnych częściach wykorzystuje on materiały Wytwórni Filmów Dokumentalnych dla ukazania ich dalszych losów w dorosłym życiu i nadchodzącej starości. Film w ten sposób tworzy społeczno-psychologiczny portret polskiej rodziny z końca lat 70. XX wieku.

## Wydania
- Nauka czytania i pisania dla dzieci, Kraków, dwa wydania (1910) i (1912)[17]
- Elementarz powiastkowy dla dzieci, Lwów, Ksiąźnica-Atlas (1921, 1923, 1929)
- Elementarz powiastkowy dla żołnierzy, ilustracje Kamil Mackiewicz, Wojskowy Instytut Naukowo-Wydawniczy (1929, 1931)
- Elementarz tematowy dla szkół miejskich, ilustracje Wacław Borowski, Stefan Ślązak, teksty Julian Tuwim, Książnica-Atlas (1933, 1937, 1938)
- Pierwsza czytanka dla dzieci z obrazkami  Kamila Mackiewicza oraz Wacława Borowskiego, projekt okładki Władysław Skoczylas. Nakładem Związku Polaków w Hamburgu (1945)
- Elementarz, Warszawa, Państwowe Zakłady Wydawnictw Szkolnych (od 1945 roku kilkadziesiąt wydań – 1945, 1949, 1953, 1954, 1956, 1957, 1958, 1963, 1966, 1971, 1974...)

Falski w 1922 roku wydał również omówienie swojego elementarza przeznaczone dla nauczycieli – Elementarz powiastkowy dla młodzieży i dorosłych: wskazówki metodyczne, opublikowane przez Książnicę Polską Towarzystwa Nauczycieli Szkół Wyższych oraz po wojnie Przewodnik metodyczny do Elementarza i ćwiczeń elementarzowych, Państwowe Zakłady Wydawnictw Szkolnych, Warszawa, 1966.